# Іцхак Герцоґ
Іцхак «Бужі» Герцоґ (івр. יצחק הרצוג; нар. 22 вересня 1960, Тель-Авів) — ізраїльський політичний та державний діяч. Президент Ізраїлю із 7 липня 2021. Обіймав посаду голови політичної партії «Авода», у різні роки очолював ізраїльські міністерства будівництва, туризму, соціального захисту та інші.

## Біографія
Народився в Тель-Авіві в родині Хаїма Герцоґа, шостого президента Ізраїлю, та Ори Герцоґ. Названий на честь свого діда, головного рабина Ізраїлю Іцхака Айзека гаЛеві Герцоґа.
Дитинство провів у Тель-Авіві. З 15 років він продовжував навчатися впродовж приблизно трьох років у середній школі Єшиват Ремез на Мангеттені, коли його батько був послом Ізраїлю в ООН.
Здобув ступінь бакалавра з юриспруденції у Тель-Авівському університеті. Завершив академічну освіту у корнельському та нью-йоркському університетах.
Військову службу проходив у підрозділі «8200» військової розвідки. Під час регулярної служби служив на Синаї. У запасі він дослужився до звання майора.
Був старшим партнером юридичної фірми «Herzog, Fox, Ne'eman & Co», одним із засновників якої був його батько.

## Політична кар'єра
Герцоґ брав активну участь діяльності партії «Авода». Він розпочав свою політичну кар'єру радником лідерів партії Іцхака Рабина та Шимона Переса. 1999 року, з утворенням уряду на чолі з Егудом Бараком, був призначений секретарем уряду і працював на цій посаді до 2001 року.
На виборах до Кнесету, що відбулися 2003 року, посідав одинадцяте місце у списку партії «Авода» та пройшов до парламенту. Упродовж цього періоду координував роботу опозиції у Фінансовому комітеті Кнесету.
Бувши членом Кнесету, він ініціював, серед іншого, поправку до закону про запобігання працевлаштуванню злочинців сексуального характеру в установі, спрямованій на надання послуг неповнолітнім. Окрім того, він був членом Комітету внутрішніх справ та охорони навколишнього середовища та Комітету з боротьби з наркотиками та алкоголем, членом Комітету з питань репатріації та очолював парламентську асоціацію Ізраїль-Австралія.
2005 року посідав друге місце в списку партії та був призначений, на його прохання, міністром будівництва та житлово-комунального господарства.
23 листопада 2005 року, через десять місяців після вступу на посаду, він пішов у відставку з рештою своєї фракції.
4 травня 2006 року був призначений міністром туризму в уряді Егуда Ольмерта.
21 березня 2007 року Герцоґ почав виконувати обов'язки міністра соціального забезпечення, а також міністра з питань діаспори та репатріації.
1 серпня 2018 року вступив на посаду голови Єврейської агенції.

### На посаді Президента

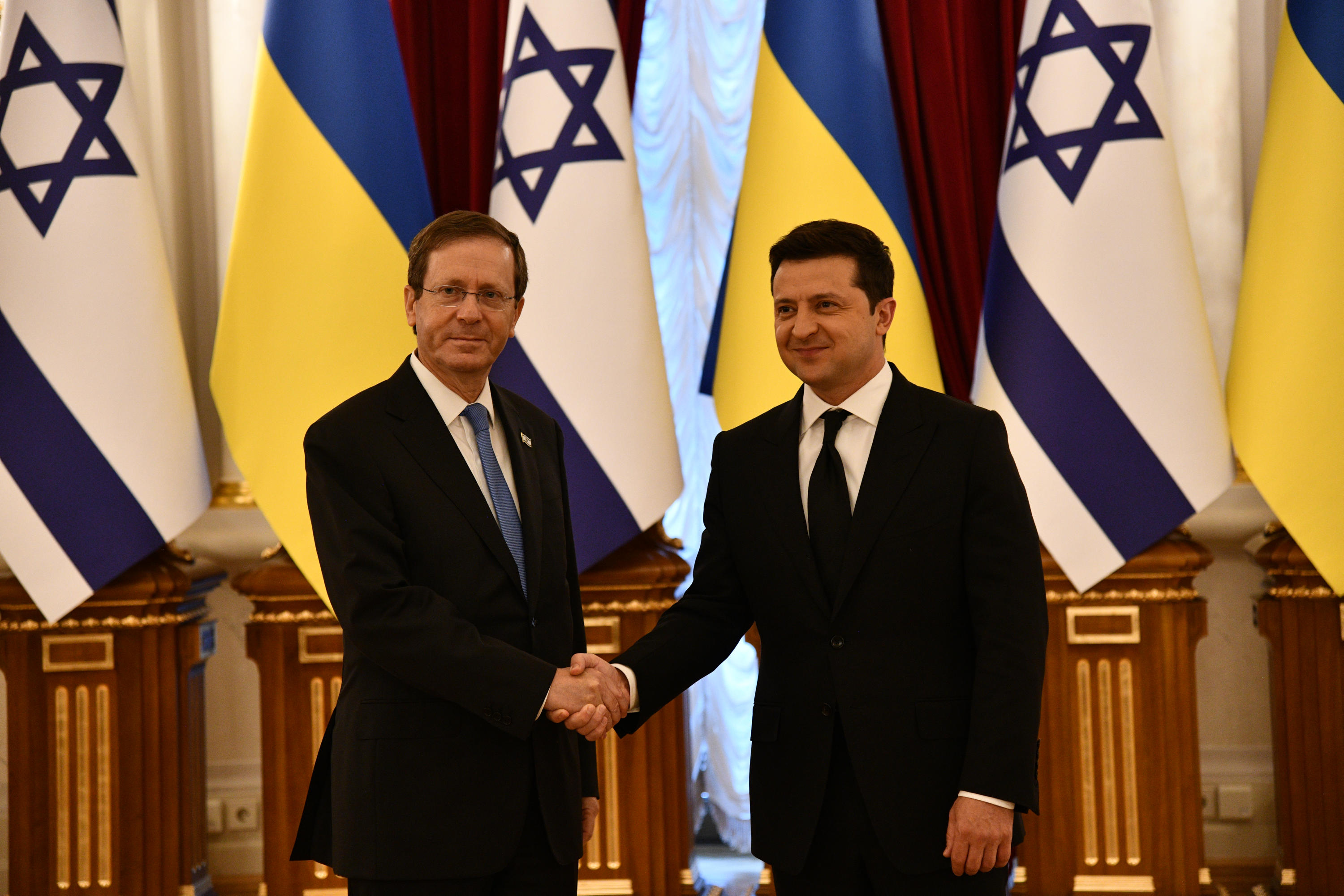
Герцоґ з президентом України Володимиром Зеленським у Києві, Україна, жовтень 2021 року

2 червня 2021 року переміг на виборах президента Ізраїлю отримавши 87 з 120 голосів депутатів. 7 липня 2021 року склав присягу.
З моменту вступу на посаду президента Ізраїлю Герцоґ здійснив низку важливих державних візитів. 30 січня 2022 року Герцоґ здійснив історичний державний візит до Об'єднаних Арабських Еміратів. У березні 2022 року Герцоґ вирушив у регіональне турне сусідніми середземноморськими країнами, відвідавши Грецію, Кіпр, а також здійснив державний візит до Туреччини разом з першою леді, як гості президента Реджепа Таїпа Ердогана та його дружини Еміне. Після багатомісячного діалогу з моменту обрання Герцоґа президентом президенти зустрілися на саміті в президентському комплексі в Анкарі, що символізувало прагнення їхніх країн вийти з періоду напружених відносин. Під час візиту Герцоґ говорив про «багаж минулого», який, за його словами, «ніколи не зникає сам по собі», і підкреслив, що ізраїльсько-турецькі відносини будуть визначатися діями обох держав. В останній частині свого турецького візиту, в рамках ширшої політики зміцнення відносин з єврейською діаспорою під час закордонних візитів, Герцоґ і його дружина Міхаль відвідали стамбульську єврейську громаду в синагозі «Неве-Шалом», яка протягом багатьох років була об'єктом різноманітних терористичних атак.
29 березня 2022 року Герцоґ здійснив історичний перший публічний візит ізраїльського лідера до Аммана, Йорданія, під час якого зустрівся з королем Абдаллою II, з яким обговорив поглиблення ізраїльсько-йорданських відносин, підтримку регіональної стабільності та сприяння миру і нормалізації.
У жовтні 2023 року Герцоґ звинуватив жителів Сектору Гази в колективній відповідальності за напад ХАМАС на Ізраїль.

## Переконання
Герцоґ є одним із прихильників рішення двох держав з метою збереження єврейської більшості в Державі Ізраїль. Наприкінці 2015 року він оголосив, що, на його думку, не існує можливості реалізації рішення двох держав, поки на Близькому Сході не відбудуться необхідні політичні зміни.
На момент ухвалення рішення про атаку на ядерний реактор у Сирії Герцоґ був членом кабінету політичної безпеки. Протягом багатьох років він послідовно підтримував боротьбу проти ядерної програми Ірану як у незалежних ізраїльських операціях, так і в міжнародному співробітництві. Герцоґ також працював над зміцненням зв'язків між помірними[уточнити] арабськими державами та Ізраїлем, і під час перебування на посаді голови опозиції він таємно зустрічався з лідерами цих країн.

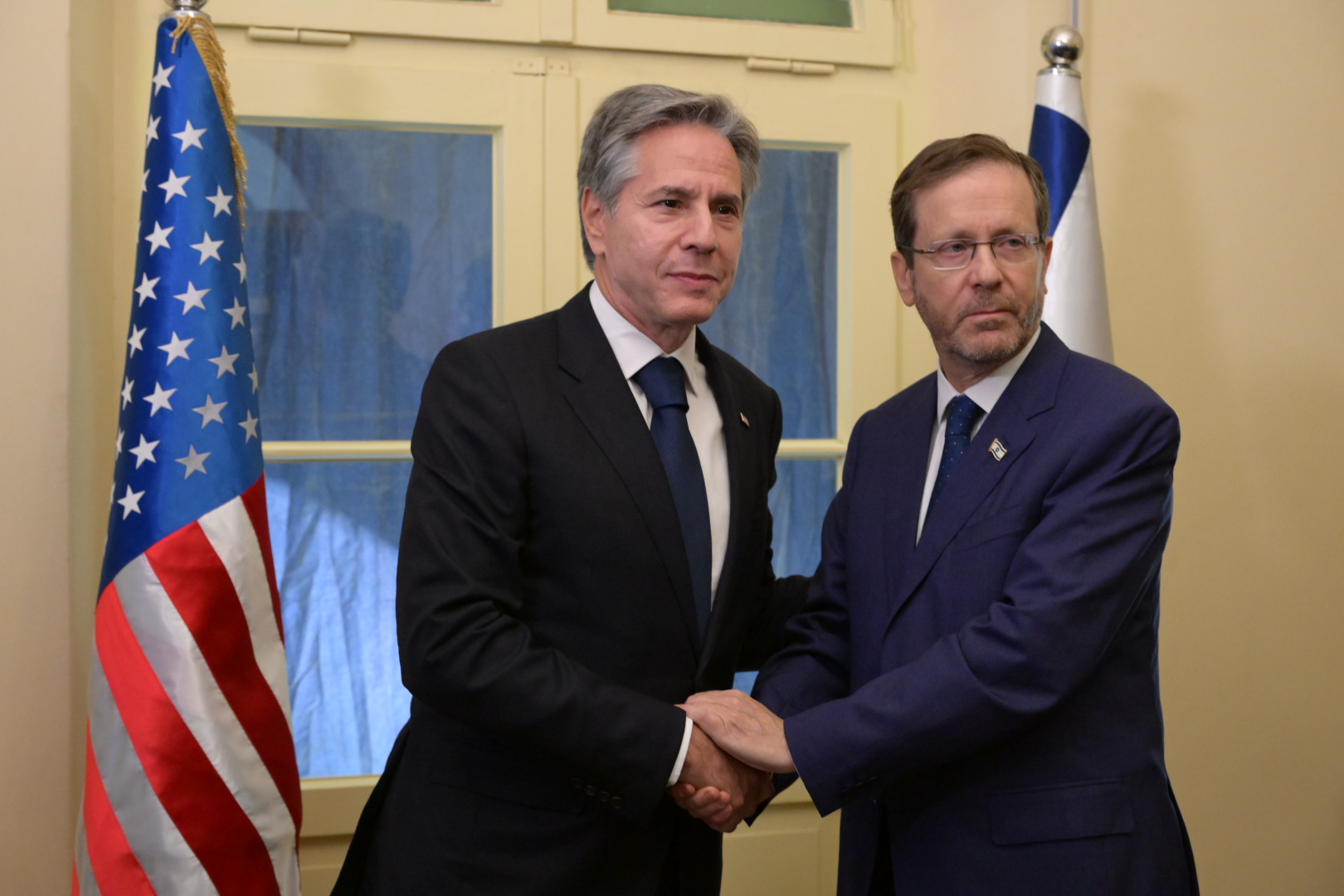
Герцоґ з держсекретарем США Ентоні Блінкеном у Тель-Авіві після нападу ХАМАС на Ізраїль, 12 жовтня 2023 року

Крім того, Герцоґ підтримує боротьбу з бідністю та безробіттям, зокрема шляхом збільшення рівня зайнятості та інтеграції людей з обмеженими можливостями.